# 新風系統

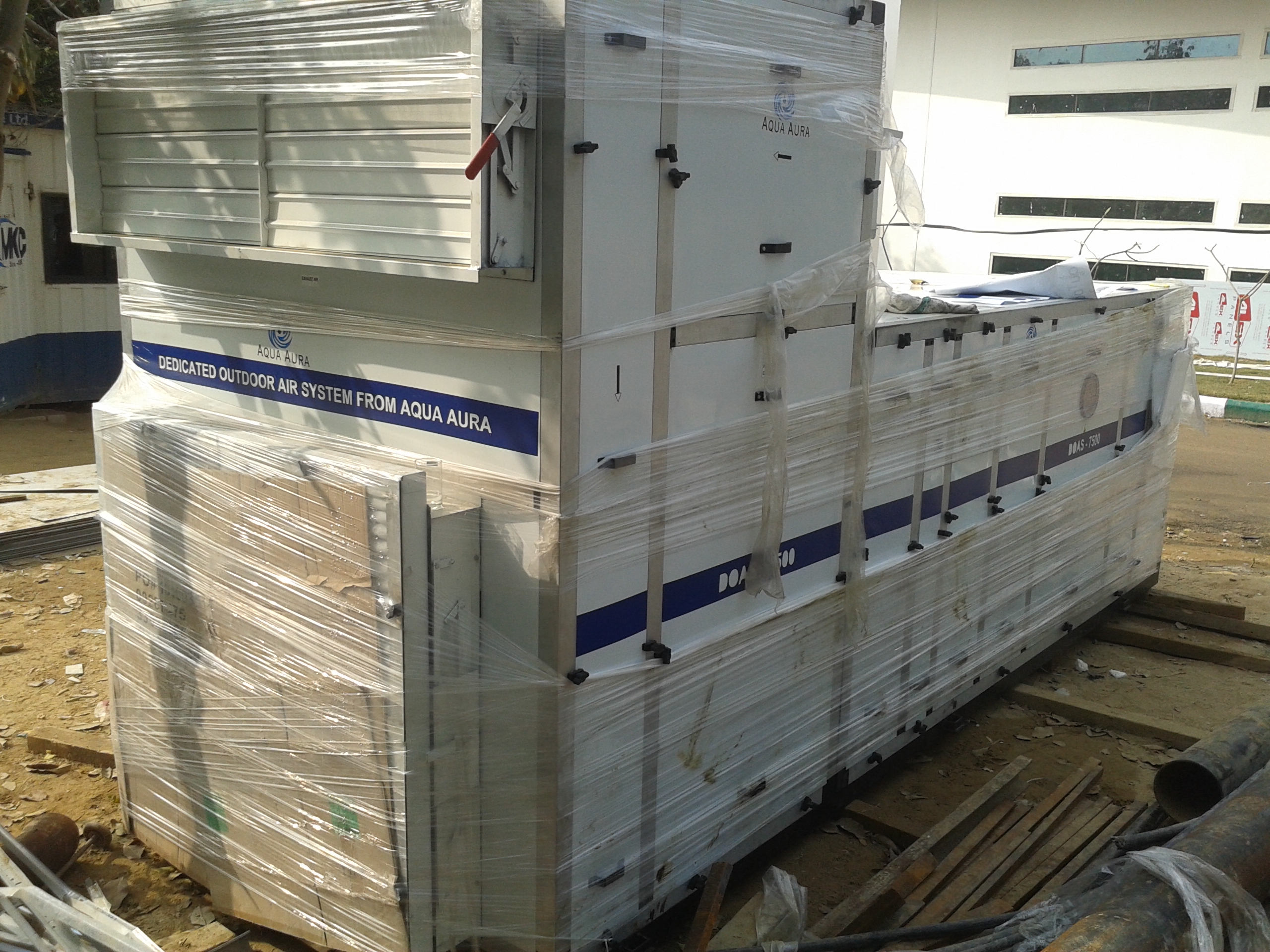
新风系统的排风管

专用室外空气系统（dedicated outdoor air system，DOAS）又稱新風系統，是一种送风和排风的设备，它由两个平行的系统组成：一个是用于向室內输送室外空气的专用系统，另一個是向室外排出室內空氣的系統。William Coad在1999年提出要在建筑暖通空調系统中分開處理室外空氣和室內空气。